# Europa Cup (mannenhandbal) 1970/71
De European Champions Cup 1970/71 was de elfde editie van de hoogste handbalcompetitie voor clubs in Europa. Het West-Duitse VfL Gummersbach won voor de derde keer de European Champions Cup.

## Deelnemers
| Tweede ronde         | Tweede ronde       | Tweede ronde        | Tweede ronde      |
| -------------------- | ------------------ | ------------------- | ----------------- |
| VfL Gummersbach      | Steaua București   | HG Kopenhagen       | Partizan Bjelovar |
| Sporting Portugal    | Dukla Praag        | Hapoël Ramat Gan    |                   |
| Eerste ronde         |                    |                     |                   |
| Frisch Auf Göppingen | ROC Flémalle       | SC Magdeburg        | HB Dudelange      |
| Grasshopper          | Fram Reykjavik     | BM Granollers       | Sittardia         |
| UK-51 Helsinki       | VIF Dimitrov Sofia | MAI Moskou          | IK Hellas         |
| Edelweiss Linz       | Buscaglione Rome   | Oslo-Studentenes IL | Elektromos SE     |
| Spójnia Gdańsk       | US Ivry            |                     |                   |

## Voorronde

### Eerste ronde
| Team 1              | Score   | Team 2               | 1       | 2       |
| ------------------- | ------- | -------------------- | ------- | ------- |
| Spójnia Gdańsk      | 37 – 44 | Frisch Auf Göppingen | 21 – 20 | 16 – 24 |
| BM Granollers       | 51 – 22 | ROC Flémalle         | 28 – 11 | 23 – 11 |
| Fram Reykjavik      | 32 – 39 | US Ivry              | 16 – 15 | 16 – 24 |
| Edelweiss Linz      | 21 – 57 | MAI Moskou           | 11 – 26 | 10 – 31 |
| Buscaglione Rome    | 16 – 72 | Sittardia            | 10 – 24 | 06 – 48 |
| Grasshopper         | 27 – 37 | SC Magdeburg         | 16 – 17 | 11 – 20 |
| VIF Dimitrov Sofia  | 29 – 24 | HB Dudelange         | 20 – 11 | 09 – 13 |
| Elektromos SE       | 22 – 32 | IK Hellas            | 13 – 17 | 09 – 15 |
| Oslo-Studentenes IL | 36 – 31 | UK-51 Helsinki       | 18 – 20 | 18 – 11 |

### Tweede ronde
| Team 1             | Score   | Team 2               | 1       | 2       |
| ------------------ | ------- | -------------------- | ------- | ------- |
| VfL Gummersbach    | 33 – 24 | Frisch Auf Göppingen | 20 – 12 | 13 – 12 |
| BM Granollers      | 38 – 34 | US Ivry              | 24 – 22 | 14 – 12 |
| MAI Moskou         | NG      | Sporting Portugal    | NVT     | NVT     |
| Dukla Praag        | 39 – 29 | HG Kopenhagen        | 20 – 13 | 19 – 16 |
| Hapoël Ramat Gan   | 19 – 58 | Partizan Bjelovar    | 11 – 27 | 8 – 31  |
| Sittardia          | 42 – 63 | SC Magdeburg         | 21 – 30 | 21 – 33 |
| VIF Dimitrov Sofia | 21 – 31 | IK Hellas            | 10 – 16 | 11 – 15 |
| Steaua București   | 55 – 29 | UK-51 Helsinki       | 30 – 14 | 25 – 15 |

## Hoofdronde

### Kwartfinale
| Team 1            | Score   | Team 2            | 1       | 2       |
| ----------------- | ------- | ----------------- | ------- | ------- |
| Sporting Portugal | ?       | Dukla Praag       | ?       | ?       |
| VfL Gummersbach   | 41 – 26 | BM Granollers     | 25 – 14 | 16 – 12 |
| SC Magdeburg      | 27 – 29 | Partizan Bjelovar | 18 – 15 | 9 – 14  |
| IK Hellas         | 22 – 29 | Steaua București  | 12 – 11 | 10 – 18 |

### Halve finale
| Team 1            | Score   | Team 2           | 1       | 2       |
| ----------------- | ------- | ---------------- | ------- | ------- |
| Sporting Portugal | 28 – 50 | VfL Gummersbach  | 17 – 25 | 11 – 25 |
| Partizan Bjelovar | 27 – 31 | Steaua București | 18 – 14 | 9 – 17  |

### Finale
| Datum        | Team 1          | Score   | Team 2           | Locatie                   |
| ------------ | --------------- | ------- | ---------------- | ------------------------- |
| 7 april 1971 | VfL Gummersbach | 17 - 16 | Steaua București | Westfalenhallen, Dortmund |

|                           |
|                           |
| VfL Gummersbach 3de titel |